# Seznam enot nepremične kulturne dediščine v Občini Benedikt
Seznam enot nepremične kulturne dediščine v Občini Benedikt.

## Seznam
| Slika | Ime                                        | Evidenčna številka | Kraj             | Leto razglasitve | Vrsta spomenika  | Tip spomenika              | Časovna uvrstitev    | Opis |
| ----- | ------------------------------------------ | ------------------ | ---------------- | ---------------- | ---------------- | -------------------------- | -------------------- | --- |
|       | Cerkev sv. Benedikta                       | 1068               | Benedikt         | 1992.            | lokalnega pomena | sakralna stavbna dediščina | sredina 14. stoletja | Cerkev iz sredine 14. stoletja je bila v 18. in 19. stoletju večkrat prezidana. Zvonik stoji na zahodni strani. |
|       | Fišerjeva kapela                           | 2555               | Benedikt         |                  |                  | sakralna stavbna dediščina | konec 19. stoletja   | Kapelica iz konca 19. stoletja ima močno poudarjen venec in vitek zvonik. |
|       | Glunčova kapela                            | 2619               | Benedikt         |                  |                  | sakralna stavbna dediščina | začetek 20. stoletja | Kapelico iz začetka 20. stoletja ima profilirano trikotno čelo. V notranjščini ni kipov. Kapelica je v zelo slabem stanju. |
|       | Gomila                                     | 1046               | Benedikt         | 1992             | lokalnega pomena | arheološka dediščina       | rimska doba          | Sploščena in časovno neopredeljena gomila z višino 0,8 m in s premerom 12,5 m. |
|       | Hiša Benedikt 84                           | 1083               | Benedikt         | 1992             | lokalnega pomena | profana stavbna dediščina  | konec 19. stoletja   | Zidana, pritlična, delno podkletena stanovanjska hiša iz druge polovice 19. stoletja. Vhodni polkrožni portal je kamnit. |
|       | Krmekova kapela                            | 2749               | Benedikt         |                  |                  | sakralna stavbna dediščina | začetek 20. stoletja | Kapelica z zvonikom je bila postavljena na začetku 20. stoletja. Kapela stoji blizu hiše Benedikt št. 19c. |
|       | Rimska gomila                              | 1047               | Benedikt         | 1992             | lokalnega pomena | arheološka dediščina       | rimska doba          | Rimska sploščena gomila višine 1,6 m in premera 10,8 m. |
|       | Rimskodobno gomilno grobišče               | 1012               | Benedikt         | 1992             | lokalnega pomena | arheološka dediščina       | rimska doba          | Rimsko gomilno grobišče; 16 manjših gomil v treh skupinah. |
|       | Znamenje                                   | 2840               | Benedikt         |                  |                  | sakralna stavbna dediščina | začetek 20. stoletja | Kapelica iz časa med prvo in drugo svetovno vojno. V niši, odprti s šilastim lokom, je Marijin kip. |
|       | Župnišče                                   | 13861              | Benedikt         | 1992             | lokalnega pomena | profana stavbna dediščina  | konec 17. stoletja   | Enonadstropna zgradba, v današnji podobi iz leta 1796, je v osnovi starejše. V nadstropju ima kamnite okenske okvire, vhodni portal je iz leta 1896. |
|       | Gomila                                     | 1060               | Drvanja          | 1992             | lokalnega pomena | arheološka dediščina       | rimska doba          | Nepoškodovana in časovno neopredeljena gomila s premerom 17 m in z višino 1,8 m. |
|       | Joževa kapela                              | 2845               | Drvanja          |                  |                  | sakralna stavbna dediščina | začetek 20. stoletja | Kapelica iz leta 1910 ima zvonik in trikotno čelo. Zaprta z vrati. V kapelici je kip Marije. Kapela stoji blizu hiše Drvanja št. 17 |
|       | Penkova kovačija                           | 24691              | Drvanja          | 1992             | lokalnega pomena | profana stavbna dediščina  | začetek 20. stoletja | Zidana zgradba z lesenim nadstreškom, zgrajena na začetku 20. stoletja. Ohranjeno kovaško orodje z ognjiščem. Kovačija stoji pri hiši Drvanja št. 24. |
|       | Rimskodobna gomila                         | 1059               | Drvanja          | 1992             | lokalnega pomena | arheološka dediščina       | rimska doba          | Delno poškodovana rimskodobna gomila z višino 0,5 m in s premerom 7 m. |
|       | Rimskodobna naselbina Strmškova njiva      | 10657              | Drvanja          | 1992             | lokalnega pomena | arheološka dediščina       | rimska doba          | Najdeni ostanki temeljev in opeke manjše rimskodobne naselbine, pri obdelovanju zemlje večkrat izorjejo lomljenec, prodnike in kose tegul. |
|       | Rimskodobno gomilno grobišče Strmškov gozd | 1015               | Drvanja          | 1992             | lokalnega pomena | arheološka dediščina       | rimska doba          | Gomilno grobišče, ki pripada bližnji rimskodobni podeželski naselbini; osem s kolovozom delno poškodovanih gomil z višinami od 0,2 do 0,7 m in s premeri od 7 do 11,5 m. |
|       | Rimska stavba                              | 1018               | Ihova            | 1992             | lokalnega pomena | arheološka dediščina       | rimska doba          | Na površini 20x35 m vidni sledovi rimske ceste. |
|       | Gomila                                     | 1055               | Ločki Vrh        | 1992             | lokalnega pomena | arheološka dediščina       | rimska doba          | Nepoškodovana in časovno neopredeljena gomila s premerom 18 metrov in z višino 1,8 metra. |
|       | Arheološko najdišče Pod Tremi kralji       | 1021               | Obrat            | 1992             | lokalnega pomena | arheološka dediščina       | rimska doba          | Štiri delno prekopane rimskodobne gomile, s premeri od 9 do 14 metrov in z višinami od 0,7 do 1,8 metra. Najdbe so izgubljene. Zahodno od gomil, v gozdu so bili odkriti tudi rimskodobni stavbni ostanki (temelji zidov, opeka), delno raziskani 1963.                                  |
|       | Rimskodobna naselbina                      | 1020               | Obrat            | 1992             | lokalnega pomena | arheološka dediščina       | rimska doba          | Stavbne ostaline (temelji, opeka) manjše rimskodobne podeželske naselbine. Temelji stavb, okvirno datirani v 2. stol., so bili odkriti na prostoru v velikosti 150 x 60 m. |
|       | Rimskodobno gomilno grobišče Klobasov gozd | 1019               | Obrat            | 1992             | lokalnega pomena | arheološka dediščina       | rimska doba          | Rimskodobno gomilno grobišče; ohranjeni sta dve manjši gomili s premeroma 6 in 7 m ter z višinama 0,4 in 0,7 m. |
|       | Hiša Spodnja Bačkova 21                    | 24993              | Spodnja Bačkova  |                  |                  | profana stavbna dediščina  | konec 19. stoletja   | Lesena pritlična podkletena stavba iz druge polovice 19. stoletja, z zidano in obokano kletjo, je krita z dvokapno salonitno streho. |
|       | Hiša Spodnja Bačkova 5                     | 11054              | Spodnja Bačkova  |                  |                  | profana stavbna dediščina  | 19. stoletje         | Lesena, cimprana hiša s slamnato streho. V zgradbi je ohranjena črna kuhinja in v hiši lončena peč. |
|       | Hujsekova kapela                           | 3818               | Spodnja Bačkova  |                  |                  | sakralna stavbna dediščina | konec 19. stoletja   | Kapelica zaprtega tipa je iz leta 1871. Nad vhodom je trikotna niša. Kapela stoji blizu hiše Spodnja Bačkova št. 24. |
|       | Kužno znamenje                             | 7898               | Spodnja Bačkova  |                  |                  | sakralna stavbna dediščina | začetek 17. stoletja | Kužno znamenje sestavljajo štirikotni rebrasti podstavek, preklada in polkrožni nastavek z masivnim križem. Na znamenu je izpisana letnica 1613 in imena štirih žrtev kuge. Znamenje stoji blizu hiše Spodnja Bačkova št. 33.                                                            |
|       | Rimsko gomilno grobišče                    | 1034               | Spodnja Ročica   | 1992             | lokalnega pomena | arheološka dediščina       | rimska doba          | Štirinajst rimskih, že delno prekopanih gomil z višinami od 0,7 do 1,3 m in premeri od 5,5 do 11,5 m. |
|       | Cerkev sv. Treh Kraljev                    | 718                | Sv. Trije Kralji | 1992             | lokalnega pomena | sakralna stavbna dediščina | sredina 15. stoletja | Na griču ob robu vasi stoji čokata poznogotska cerkev omenjena 1445, dograjena 1528. Na severni strani ima zvonik. Kvalitetna je sočasna oprema, posebej Oltar Jezusovega rojstva. |
|       | Čolnikova rojstna hiša                     | 28539              | Sv. Trije Kralji |                  |                  | memorialna dediščina       | sredina 19. stoletja | Rojstna hiša Dominika Čolnika (1830-1893), sadjarja in vinogradnika, ki je zbral okrog 400 sadnih in trtnih sort in jim uvajal slovenska imena. Obljavljal v časopisih, bil soustanovitelj Slovenskega gospodarja. Na fasadi je spominska plošča. Hiša stoji pri Sv. Treh Kraljih št. 2. |
|       | Domačija Sv. Trije kralji 9                | 28239              | Sv. Trije Kralji |                  |                  | profana stavbna dediščina  | konec 19. stoletja   | Domačijo sestavljata hiša in gospodarsko poslopje. Vhod v hišo je skozi kamnit portal. Gospodarsko poslopje ima širok odprti hodnik. |
|       | Mežnarija                                  | 9573               | Sv. Trije Kralji | 1992             | lokalnega pomena | profana stavbna dediščina  | 16. stoletje         | Mežnarija stoji v neposredni bližini cerkve sv. Treh kraljev in ima obliko črke L. |
|       | Domačija Štajngrova 83                     | 28238              | Štajngrova       |                  |                  | profana stavbna dediščina  | konec 19. stoletja   | Zidana, pritlična, delno podkletena hiša krita z opečno streho je oblikovana na L. V gospodarskem delu zgradbe stoji lesena preša. Vinska klet je obokana. Na dvorišču je ohranjen vodnjak na kolo.                                                                                      |
|       | Hiša Štajngrova 88                         | 28238              | Štajngrova       |                  |                  | profana stavbna dediščina  | sredina 18. stoletja | Nadstropna podkletena hiša z veliko obokano vinsko kletjo, nekdaj zidanica vinogradniškega posestva, je zgrajena na mestu Fuchsovega gradu. Na kamnitem kletnem portalu je letnica 1756. Zraven je pritlično gospodarsko poslopje s prešo.                                               |
|       | Klemenčičeva kapela                        | 4394               | Štajngrova       |                  |                  | sakralna stavbna dediščina | konec 19. stoletja   | Šest metrov visoko znamenje ima tri metre visoko nišo, v kateri je kip Križanega. Zgrajeno okoli 1900. Kapela stoji blizu hiše Štajngrova št. 5a. |
|       | Rimskodobno gomilno grobišče               | 782                | Trotkova         | 1992             | lokalnega pomena | arheološka dediščina       | rimska doba          | Obsežno rimskodobno gomilno grobišče; 57 večinoma prekopanih gomil (najdbe: kamnita pepelnica, bronasti novci) z višinami od 0,2 do 2 m in s premeri od 5 do 12,8 m. |
|       | Beračeva kapela                            | 11717              | Trstenik         |                  |                  | sakralna stavbna dediščina | začetek 20. stoletja | Kapelica z zvonikom s trikotnim čelom, pilastri in podstrešnim vencem. V notranjščini ima poslikavo in Marijin kip. |
|       | Peserelova kapela                          | 11718              | Trstenik         |                  |                  | sakralna stavbna dediščina | začetek 20. stoletja | Kapelica z zvonikom je bila postavljena leta 1925 v spomin na srečno vrnitev očeta iz prve svetovne vojne. Čelna fasada z dvema opornikoma, celotna fasada je členjena s poslikanimi venci in profilacijo okoli oken.                                                                    |
|       | Rimskodobno gomilno grobišče Elblov les    | 1032               | Trstenik         | 1992             | lokalnega pomena | arheološka dediščina       | rimska doba          | Rimskodobno gomilno grobišče; sedem nepoškodovanih gomil z višinami od 0,6 do 1,7 in s premeri od 8,7 do 13 m. |
|       | Depojska najdba negovskih čelad            | 1065               | Ženjak           | 1992             | lokalnega pomena | arheološka dediščina       | železna doba         | Leta 1811 je bilo ob krčenju gozda najdenih 26 bronastih čelad negovskega tipa. Ob sondiranju med II. svetovno vojno ni bilo novih najdb. |
|       | Znamenje                                   | 11714              | Ženjak           |                  |                  | sakralna stavbna dediščina | 19. stoletje         | Znamenje iz 19. stoletja, ki ima pravokotni tloris, pokriva ga dvokapnica. Na obcestni strani je velika niša s fresko Kristusa. Ob strani sta manjši niši. |